# 塞尔韦特·塔泽居尔
塞尔韦特·塔泽居尔（土耳其語：Servet Tazegül，1988年9月26日—），土耳其男子跆拳道运动员。他曾代表土耳其参加2008年、2012年和2016年夏季奥林匹克运动会跆拳道比赛，获得一枚金牌和一枚铜牌。